# Беата-Верджине-Мария-дель-Монте-Кармело-а-Мостаччано (титулярная церковь)
Титулярная церковь Беата-Верджине-Мария-дель-Монте-Кармело-а-Мостаччано (лат. Titulum Beatae Mariae Virginis de Monte Carmelo in Mostacciano) — титулярная церковь была создана Папой Иоанном Павлом II 28 июня 1988 года. Титул принадлежит церкви Беата-Верджине-Мария-дель-Монте-Кармело-а-Мостаччано, расположенной в микрорайоне Масточчано, на площади Беата-Верджине-Мария-дель-Кармело.
Приход, на котором основана церковь, и которой передан титул был учреждён 1 января 1974 года кардиналом-викарием Рима Уго Полетти декретом Quo uberius и обслуживается орденом братьев Пресвятой Девы Марии с горы Кармель. Церковь была освящена 4 октября 1986 года на веки вечные кардиналом Уго Полетти. Приходской комплекс был разработан Джузеппе Спина и является собственностью Папского общества по сохранению веры и предоставления новых церквей в Риме.

## Список кардиналов-священников титулярной церкви Беата-Верджине-Мария-дель-Монте-Кармело-а-Мостаччано
- Иоанн Батист У Чэнь Чжун (28 июня 1988 — 23 сентября 2002, до смерти);
- Энтони Олубунми Окоги (21 октября 2003 — по настоящее время).